# 茨城県道335号大宝停車場線

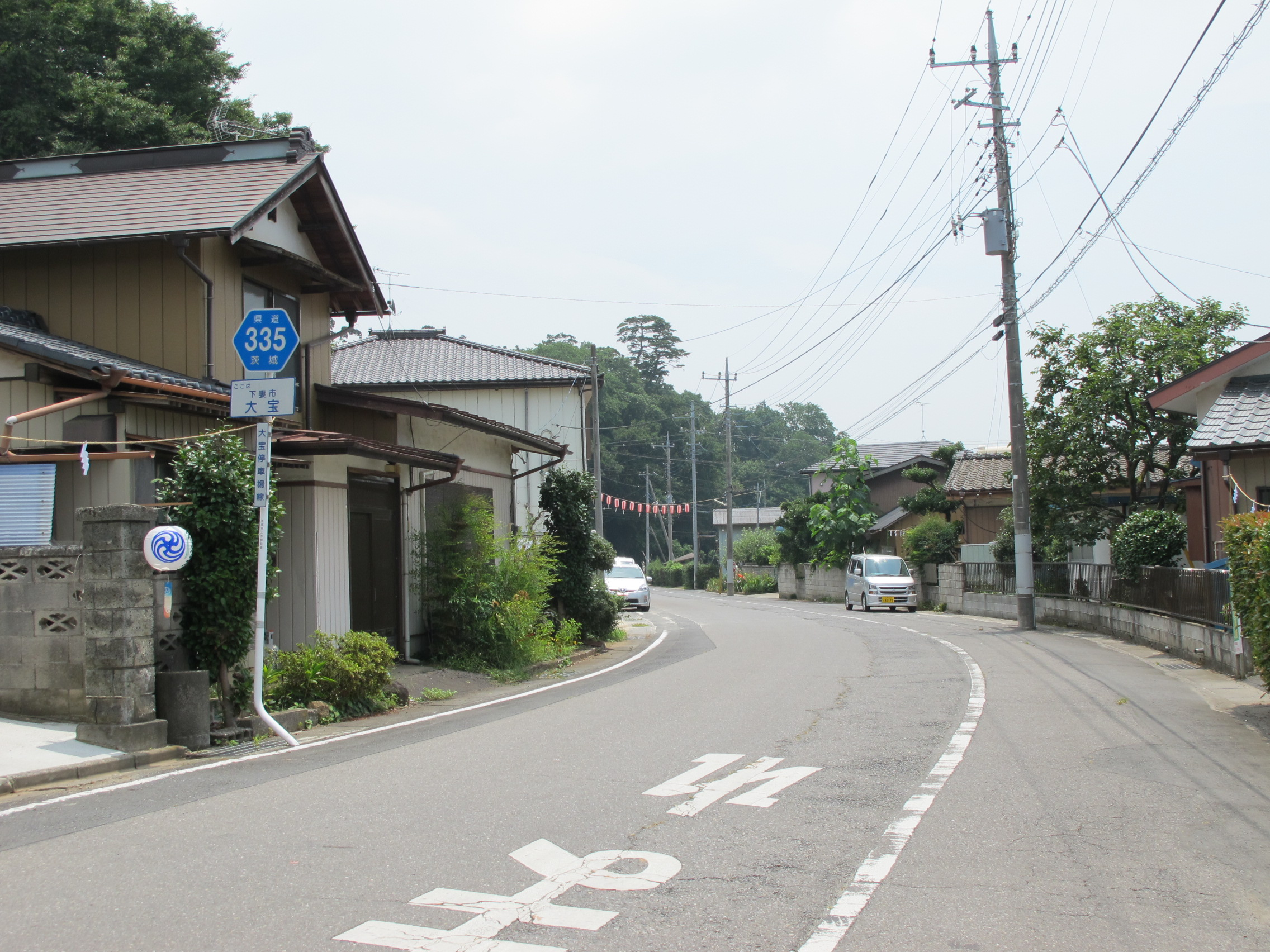
茨城県道335号大宝停車場線
下妻市大宝・起点付近（2013年7月）

茨城県道335号大宝停車場線（いばらきけんどう335ごう だいほうていしゃじょうせん）は、茨城県下妻市にある関東鉄道常総線大宝駅と接続する県道である。

## 路線概要
- 起点：下妻市大宝字泉町658番地先（大宝駅前）[1]
- 終点：下妻市大串字富士573番の1地先（茨城県道357号谷和原筑西線交点）[1]
- 総延長：644 m[2]
- 重用延長：なし[2]
- 未供用延長：なし[2]
- 実延長：644 m[2]
- 自動車交通不能区間延長[注釈 1]：なし[2]

## 歴史
1959年（昭和34年）10月14日、新たな県道として下妻市大字大宝の大宝停車場を起点とし、県道下館取手線（現在は県道谷和原筑西線）交点を終点とする区間を本路線とする県道大宝停車場線として茨城県が県道路線認定した。
1995年（平成7年）に整理番号335となり現在に至る。

### 年表
- 1913年（大正2年）11月1日：大宝駅が開業する。
- 1923年（大正12年）4月1日：現在の路線の前身である大宝停車場北大宝線が路線認定される。[3]
- 1959年（昭和34年）10月14日
  - 現在の路線が路線認定される（図面対象番号301）[4]。
  - 道路の区域は、下妻市大宝の大宝停車場から下妻市大宝の主要地方道下館取手線交点までと決定される[5]。
- 1975年（昭和50年）8月21日：下妻市大宝から大串まで路線が延長されて、下妻市大宝（大宝駅前） - 同市大串の延長644 mとなる[1]。
- 1995年（平成7年）3月30日：整理番号が整理番号353から現在の番号（整理番号335）に変更される[6]。

## 地理

### 通過する自治体
- 茨城県下妻市

### 交差する道路
- 茨城県道357号谷和原筑西線（終点）

### 沿線
- 関東鉄道常総線 大宝駅（下妻市福田）
- 大宝八幡宮（下妻市大宝）
- 大宝城跡（下妻市大宝）